# 丛鵙科
丛鵙科（学名：Malaconotidae）是雀形目的一个科，包含50个物种，分类为以下8属：
- 丛鵙属 Malaconotus
- 绿丛鵙属 Chlorophoneus
- 南非丛鵙属 Telophorus
- 小红翅鵙属 Bocagia
- 红翅鵙属 Tchagra
- 蓬背鵙属 Dryoscopus
- 黑鵙属 Laniarius
- 非洲鵙属 Nilaus